# Federico Augusto di Anhalt-Zerbst
Federico Augusto di Anhalt-Zerbst (Stettino, 8 agosto 1734 – Lussemburgo, 3 marzo 1793) fu principe di Anhalt-Zerbst dal 1747 al 1752 sotto la reggenza della madre Giovanna Elisabetta di Holstein-Gottorp e poi indipendente dal 1752 al 1793. Era fratello della zarina Caterina II di Russia.

## Biografia

Il monogramma personale di Federico Augusto.

Federico Augusto era figlio del Principe Cristiano Augusto di Anhalt-Zerbst, che resse il principato dal 1742 al 1746 con il fratello Giovanni Luigi II ed alla cui morte, nel 1747, passò a Federico Augusto. Federico era inoltre fratello dell'Imperatrice russa Caterina la Grande.
Federico Augusto viene ricordato dalle cronache come un valente soldato. Egli fondò l'undicesimo reggimento di corazzieri, che divenne poi il Reggimento corazzieri dell'Anhalt-Zerbst e che fu posto al servizio dell'impero austriaco.
Nel 1758 Federico II di Prussia, con il pretesto di un coinvolgimento della madre di Federico Augusto in un caso di spionaggio, occupò militarmente l'Anhalt e Federico Augusto fu costretto all'esilio. Scelse dapprima Basilea, dove si recò con la seconda moglie, e mantenne ivi la sua residenza fino al 1780 allorché, a seguito di un litigio con il Magistrato della città, dovette andarsene e si stabilì in Lussemburgo, dove morì nel 1793. Dal 1776 aveva applicato nelle proprie terre un decreto di tolleranza religiosa. Nel frattempo tuttavia continuò la sua attività di condottiero e nel corso della guerra d'indipendenza americana, pose il suo reggimento al servizio del Regno Unito.
Alla sua morte, i territori del Principato di Anhalt-Zerbst vennero divisi tra gli altri rami della famiglia, gli Anhalt-Bernburg, gli Anhalt-Köthen e gli Anhalt-Dessau, non avendo egli avuto eredi. Nominalmente il governo dello Stato passò alla sorella Caterina, la quale resse lo Stato col titolo di Principessa dal 1793 al 1796, unendolo ai domini dell'Impero di Russia.

## Matrimoni
Nel 1753 Federico Augusto sposò Carolina d'Assia-Kassel, figlia di Massimiliano d'Assia-Kassel, che lo lasciò vedovo sei anni dopo.
Nel 1764 sposò in seconde nozze Federica Augusta Sofia di Anhalt-Bernburg, figlia di Vittorio Federico di Anhalt-Bernburg, che gli sopravvisse fino al 1827.
Da entrambe le consorti non ebbe eredi.

## Ascendenza
|                                         |                                       |                                   | Genitori                                               |  |  | Nonni |  |  | Bisnonni                     |  |  | Trisnonni                |  |
|                                         |                                       |                                   |                                                        |  |  |       |  |  | Giovanni VI di Anhalt-Zerbst |  |  | Rodolfo di Anhalt-Zerbst |  |
|                                         |                                       |                                   |                                                        |  |  |       |  |  | Giovanni VI di Anhalt-Zerbst |  |  | Rodolfo di Anhalt-Zerbst |  |
|                                         |                                       | Maddalena di Oldenburg            |                                                        |  |  |       |  |  | Giovanni VI di Anhalt-Zerbst |  |  |                          |  |
| Giovanni Luigi I di Anhalt-Zerbst       |                                       |                                   |                                                        |  |  |       |  |  | Giovanni VI di Anhalt-Zerbst |  |  |                          |  |
|                                         |                                       | Sofia Augusta di Holstein-Gottorp | Federico III di Holstein-Gottorp                       |  |  |       |  |  |                              |  |  |                          |  |
|                                         |                                       | Sofia Augusta di Holstein-Gottorp | Federico III di Holstein-Gottorp                       |  |  |       |  |  |                              |  |  |                          |  |
|                                         |                                       | Sofia Augusta di Holstein-Gottorp | Maria Elisabetta di Sassonia                           |  |  |       |  |  |                              |  |  |                          |  |
| Cristiano Augusto di Anhalt-Zerbst      |                                       | Sofia Augusta di Holstein-Gottorp |                                                        |  |  |       |  |  |                              |  |  |                          |  |
|                                         |                                       | Giorgio Folrath di Zeutsch        | Cristiano di Zeutsch                                   |  |  |       |  |  |                              |  |  |                          |  |
|                                         |                                       | Giorgio Folrath di Zeutsch        | Cristiano di Zeutsch                                   |  |  |       |  |  |                              |  |  |                          |  |
|                                         |                                       | Giorgio Folrath di Zeutsch        | Lucrezia di Spiegel                                    |  |  |       |  |  |                              |  |  |                          |  |
| Cristina Eleonora di Zeutsch            |                                       | Giorgio Folrath di Zeutsch        |                                                        |  |  |       |  |  |                              |  |  |                          |  |
|                                         |                                       | Cristina di Weissenbach           | Wolf Giorgio di Weissenbach                            |  |  |       |  |  |                              |  |  |                          |  |
|                                         |                                       | Cristina di Weissenbach           | Wolf Giorgio di Weissenbach                            |  |  |       |  |  |                              |  |  |                          |  |
|                                         |                                       | Cristina di Weissenbach           | Marta di Könritz                                       |  |  |       |  |  |                              |  |  |                          |  |
| Federico Augusto di Anhalt-Zerbst       |                                       | Cristina di Weissenbach           |                                                        |  |  |       |  |  |                              |  |  |                          |  |
|                                         | Cristiano Alberto di Holstein-Gottorp | Federico III di Holstein-Gottorp  |                                                        |  |  |       |  |  |                              |  |  |                          |  |
|                                         | Cristiano Alberto di Holstein-Gottorp | Federico III di Holstein-Gottorp  |                                                        |  |  |       |  |  |                              |  |  |                          |  |
|                                         | Cristiano Alberto di Holstein-Gottorp | Maria Elisabetta di Sassonia      |                                                        |  |  |       |  |  |                              |  |  |                          |  |
| Cristiano Augusto di Holstein-Gottorp   | Cristiano Alberto di Holstein-Gottorp |                                   |                                                        |  |  |       |  |  |                              |  |  |                          |  |
|                                         |                                       | Federica Amalia di Danimarca      | Federico III di Danimarca                              |  |  |       |  |  |                              |  |  |                          |  |
|                                         |                                       | Federica Amalia di Danimarca      | Federico III di Danimarca                              |  |  |       |  |  |                              |  |  |                          |  |
|                                         |                                       | Federica Amalia di Danimarca      | Sofia Amelia di Brunswick e Lüneburg                   |  |  |       |  |  |                              |  |  |                          |  |
| Giovanna Elisabetta di Holstein-Gottorp |                                       | Federica Amalia di Danimarca      |                                                        |  |  |       |  |  |                              |  |  |                          |  |
|                                         |                                       | Federico VII di Baden-Durlach     | Federico VI di Baden-Durlach                           |  |  |       |  |  |                              |  |  |                          |  |
|                                         |                                       | Federico VII di Baden-Durlach     | Federico VI di Baden-Durlach                           |  |  |       |  |  |                              |  |  |                          |  |
|                                         |                                       | Federico VII di Baden-Durlach     | Cristina Maddalena del Palatinato-Zweibrücken-Kleeburg |  |  |       |  |  |                              |  |  |                          |  |
| Albertina Federica di Baden-Durlach     |                                       | Federico VII di Baden-Durlach     |                                                        |  |  |       |  |  |                              |  |  |                          |  |
|                                         |                                       | Augusta Maria di Holstein-Gottorp | Federico III di Holstein-Gottorp                       |  |  |       |  |  |                              |  |  |                          |  |
|                                         |                                       | Augusta Maria di Holstein-Gottorp | Federico III di Holstein-Gottorp                       |  |  |       |  |  |                              |  |  |                          |  |
|                                         |                                       | Augusta Maria di Holstein-Gottorp | Maria Elisabetta di Sassonia                           |  |  |       |  |  |                              |  |  |                          |  |
|                                         |                                       | Augusta Maria di Holstein-Gottorp |                                                        |  |  |       |  |  |                              |  |  |                          |  |